# Чавес Сарате, Хуан Карлос
Хуан Карлос Чавес Сарате (исп. Juan Carlos Chávez Zárate, род. 18 января 1967 в Самора-де-Идальго, Мексика) — мексиканский профессиональный футболист, футбольный тренер. Участник чемпионата мира по футболу 1994 года.

## Биография
На Чемпионате мира по футболу среди молодёжных команд в Колумбии в 2011 году возглавлял сборную Мексики, завоевавшую бронзовые награды.